# Druid’s Stone
Druid’s Stone (auch Devil’s Stone oder Giant’s Grave genannt) ist ein Findling in Bungay bei Norwich im Osten von Suffolk in England.
Einer der wenigen bekannten Steine in Suffolk steht auf dem Friedhof von St Mary’s in Bungay. Er war angeblich ein Platz von Druidenritualen. Der raue, bemooste Stein ist ein Granit von 60 × 30 cm, der 76 cm hoch ist. In den 1920er Jahren wurde er als „gefallener Monolith“ bezeichnet, aber um 1925 an seinem ursprünglichen Platz aufgerichtet.
Eine Theorie besagt, er stamme von den Ruinen der Burg Bungay.
Eine Legende besagt, dass wenn Mädchen um ihn zwölf Mal getanzt oder auf ihn geschlagen haben, die Ohren an den Stein legen, um die Antworten auf ihre Fragen oder Wünsche zu hören.
Eine andere besagt, dass Kinder an einem bestimmten Tag des Jahres um ihn sieben Mal tanzen würden, und dann warten, bis der Teufel auftaucht.
Bungay ist eine spätneolithische Siedlung und war ein Ort, der durch eine Schleife des Flusses Waveney von drei Seiten geschützt war, während sich auf der vierten Seite später ein tiefer Graben befand, der an den Enden im Sumpf lag. Auf dem Gelände wurden eine polierte Feuersteinaxt, ein dreieckiger Feuerstein, ein Messer, eine blattförmige Pfeilspitze und Knochen eines Mädchens oder einer kleinen Frau gefunden.